# Randy Colley
Pour les articles homonymes, voir Colley (homonymie).
Randy Colley (né le 1er mai 1950 à Flint (Michigan) et mort le 14 décembre 2019) connu aussi sous le nom de ring de Moondog Rex, est un catcheur (lutteur professionnel) américain.

## Biographie
Randy Colley a participé à la World Wrestling Federation, où en 1981 il a remporté le championnat par équipe de la WWF avec Moondog King (plus tard remplacé par Moondog Spot) en tant que Moondogs. En 1984, Colley a eu un titre de champion de la WWF contre Hulk Hogan sur les enregistrements télévisés canadiens diffusés à la fois sur la feuille d'érable et sur la lutte des étoiles.
Le 4 janvier 1987, à Springfield, Massachusetts, Colley a été reconditionné sous le nom de « Smash » dans la nouvelle équipe Demolition, faisant face et battant les Islanders le lendemain à East Rutherford, New Jersey, il a fait ses débuts télévisés lors d'un enregistrement des Superstars de la WWF. Bien que ses cheveux aient été coupés, sa barbe rasée et sa peinture faciale, les fans l'ont presque immédiatement reconnu et ont commencé à chanter « Moondog » lorsqu'il est entré sur le ring. Après une troisième apparition, cette fois lors d'un enregistrement du Wrestling Challenge, il a été remplacé par Barry Darsow. Il a ensuite formé une équipe masquée connue sous le nom de The Shadows avec son partenaire Jose Luis Rivera. Ils ont été principalement utilisés comme talent d'amélioration, et lorsque le duo a été dissous, Colley a quitté l'entreprise.